# تزنتوت (إضمين)
تزنتوت هي إحدى مشيخات المملكة المغربية، تتبع جغرافيا لعمالة أكادير إدا وتنان وإداريًا لإضمين. يقدر عدد سكانها بـ 1620 نسمة حسب الإحصاء الرسمي للسكان والسكنى لسنة 2004.